# Hércules
Hércules (em grego: Ηρακλής) é o nome em latim dado pelos antigos romanos ao herói da mitologia grega Héracles, filho de Zeus (Júpiter para os romanos) e da mortal Alcmena. As antigas fontes romanas indicam que o herói grego "importado" veio substituir um antigo pastor mitológico chamado pelos povos da Itália de Recaranus ou Garanus, e que é famoso por sua força física e bravura. Enquanto o mito de Hércules incorporou muito da iconografia e da própria mitologia do personagem grego, ele também tinha algumas características e lendas que eram marcadamente romanas.

## Etimologia
O nome latino Hercules não veio diretamente do grego Herakles, mas antes é uma modificação do nome etrusco Hercle, derivado por sua vez do grego via síncope. Um juramento invocando Hércules (Hercle! ou Mehercle!) era uma interjeição comum no latim clássico.
Os gregos utilizavam a expressão "Geju" para se referir à incrível força de Hércules exaltada nos contos que até hoje são populares por todo o mundo.

## Personagem
Nas obras de arte romanas e na arte renascentistas e pós-renascentistas que adaptou a iconografia romana, Hércules pode ser identificado por seus atributos, como a pele de leão e a clava: nos mosaicos era mostrado com a pele bronzeada, quase negra, um aspecto considerado viril. Apesar de ser um campeão e um grande guerreiro, Hércules também se utilizava de trapaças e de truques sujos a seu favor. No entanto, tornou-se renomado por ter "deixado o mundo seguro para a humanidade" ao destruir diversos monstros perigosos. Seu auto-sacrifício lhe obteve a ascensão aos reinos do monte Olimpo, onde recebeu as boas-vindas dos deuses.

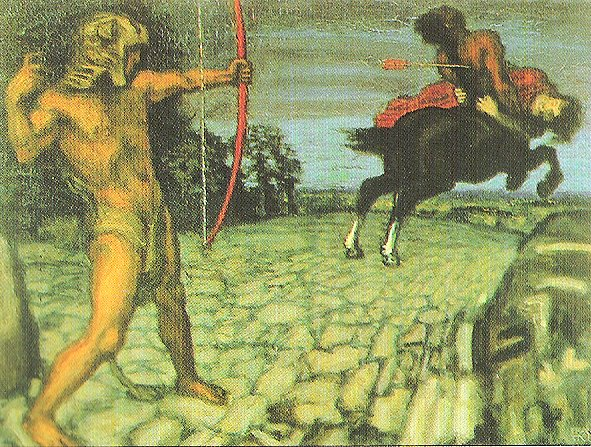
Hércules mata o centauro Nesso

Hércules ou Héracles foi o herói mais célebre da cultura greco-romana, era filho bastardo de Zeus com Alcmena, filha do rei de Argos, ele foi odiado desde o nascimento por Hera, esposa de Zeus, uma vez que ele era fruto da infidelidade de Zeus. Quando bebê Hércules estrangulou duas víboras postas em seu berço. Para apaziguar a ira da esposa Hera, Zeus batizou o menino de Héracles, isto é " Glória de Hera". Hércules era um semideus, tinha atributos humanos e divinos, dotado de uma força descomunal tornou-se afamado e célebre por seus atos de bravura e inteligência, entretanto sua existência continuava a inflamar a ira de Hera que o levou à loucura, fazendo com que ele assassinasse a esposa Mégara e os próprios filhos, acreditando que estava matando seus inimigos. Para obter a expiação, Hércules foi julgado pelo rei de Micenas, Euristeu que determinou doze trabalhos que julgara impossíveis de ser realizado. Após sobrepujar os trabalhos impostos, Herácles deparou-se com a morte ao flagrar o centauro Nesso tentando violar sua esposa, Hércules o fere gravemente, prestes a morrer Nesso oferece uma poção à esposa de Hércules que diz que se aplicada sobre o manto de Hércules o mesmo passaria a ser um homem fiel, entretanto a poção era uma armadilha e queimou a carne do herói que rogou ser deitado em uma pira funerária. Quando a fumaça chegou a Zeus, a chama é apagada por um raio dos céus e Zeus concede-lhe a imortalidade junto aos deuses do Olimpo.

## Culto

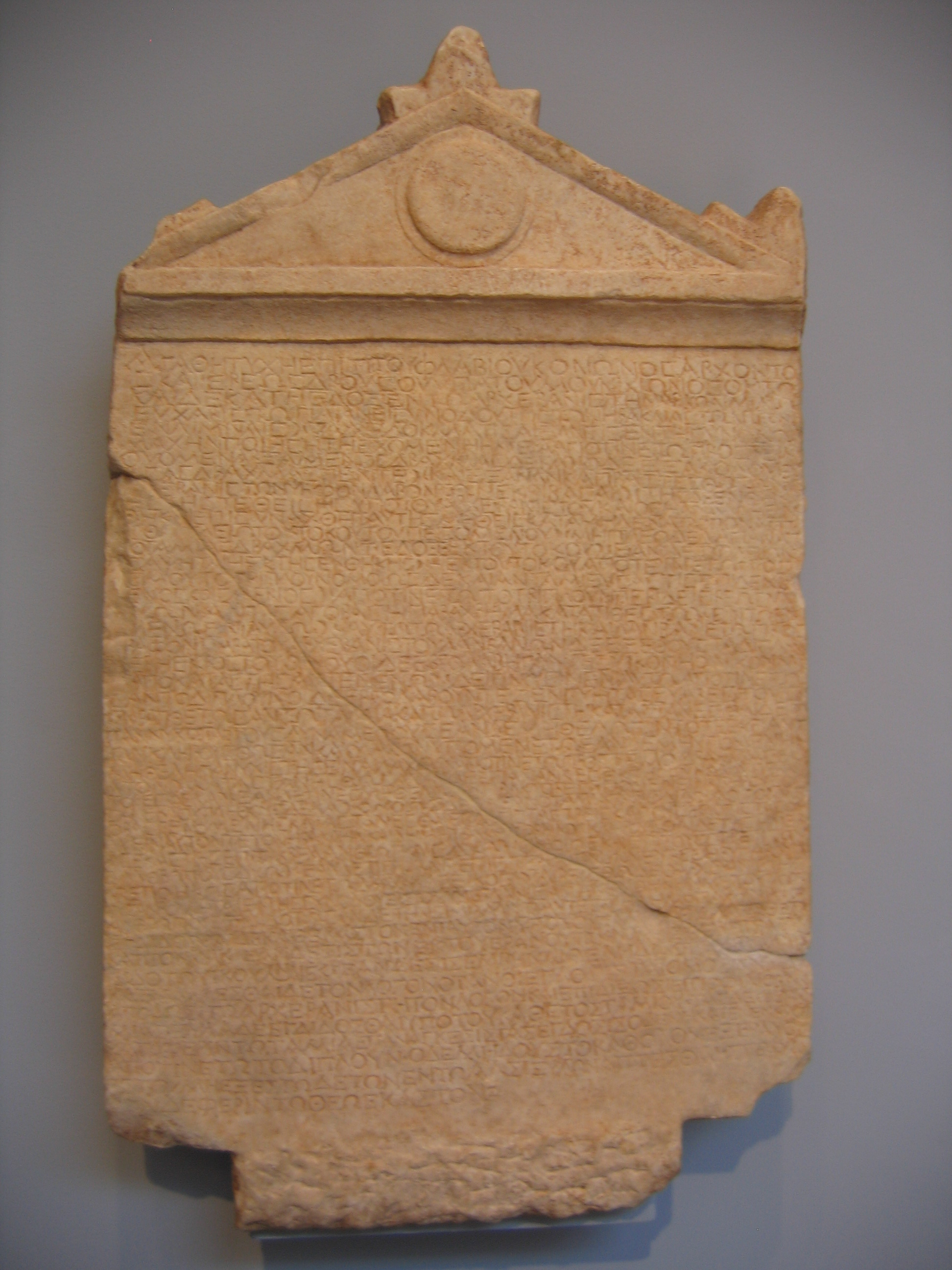
Estatuto de associação religiosa na Grécia durante o período romano, cujos membros cultuavam Hércules

Na cultura popular, os europeus adotaram o Hercle etrusco, uma figura heroica que já havia sido influenciada pela cultura grega — especialmente nas convenções acerca de sua representação — mas que, no entanto, havia experimentado um desenvolvimento autônomo. O Hercle etrusco aparece nos desenhos elaboradamente entalhados nos versos dos espelhos de bronze etruscos, feitos no século IV a.C., bens sepulcrais muito utilizados por aquele povo. As referências literárias específicas ao herói se perderam, juntamente com toda a literatura etrusca, porém a imagem do Hércules maduro, barbado, sendo amamentado por Uni (Juno para os romanos), registrado num espelho na cidade de Volterra, é distintivamente etrusca. Este Hercle/Hercules — o Hercle da exclamação "Mehercle!" — permaneceu uma popular figura de culto entre as legiões romanas. As versões literárias gregas de sua vida e feitos foram apropriadas pelos romanos a partir do século II a.C., essencialmente inalterada, porém a literatura latina sobre Hércules adicionou certos detalhes anedóticos próprios, alguns deles ligando o herói à geografia do Mediterrâneo Ocidental. Detalhes do culto grego, que misturava libações ctônicas e holocaustos não-consumidos, com os serviços olímpicos, foram adaptados para as exigências especificamente romanas, e Hércules acabou se tornando a figura fundadora da cidade de Herculano e outros lugares, seu culto tornando-se interligado ao culto imperial, como pode ser visto nos afrescos que sobreviveram no collegium daquela cidade. Seu altar foi datado como sendo do século VI ou V a.C., e se localizava próximo ao Templo de Hércules Vencedor. Hércules se tornou popular com mercadores, que costumavam lhe pagar um dízimo de seus lucros.
Marco Antônio se identificava com Hércules,[carece de fontes?] e se dizia um heráclida, pois o gens Antonii descenderia de Anton, um filho de Hércules. Em resposta,[carece de fontes?] seu rival, Otaviano passou a se dizer filho de Apolo, que havia engravidado sua mãe Ácia na forma de uma serpente.
Alguns imperadores assumiram os atributos de Hércules (como Trajano, enquanto imperadores de períodos posteriores, em especial Cômodo e Maximiano, foram além e frequentemente se identificavam ou se comparavam com ele, patrocinando seu culto. Maximiano se chamava de Herculius ("pequeno Hércules"). O culto de Hércules se espalhou pelo mundo romano; no Egito romano descobriu-se no oásis de Bahariya o que se acredita serem as ruínas de um templo do deus.

## Tarefas de Hércules

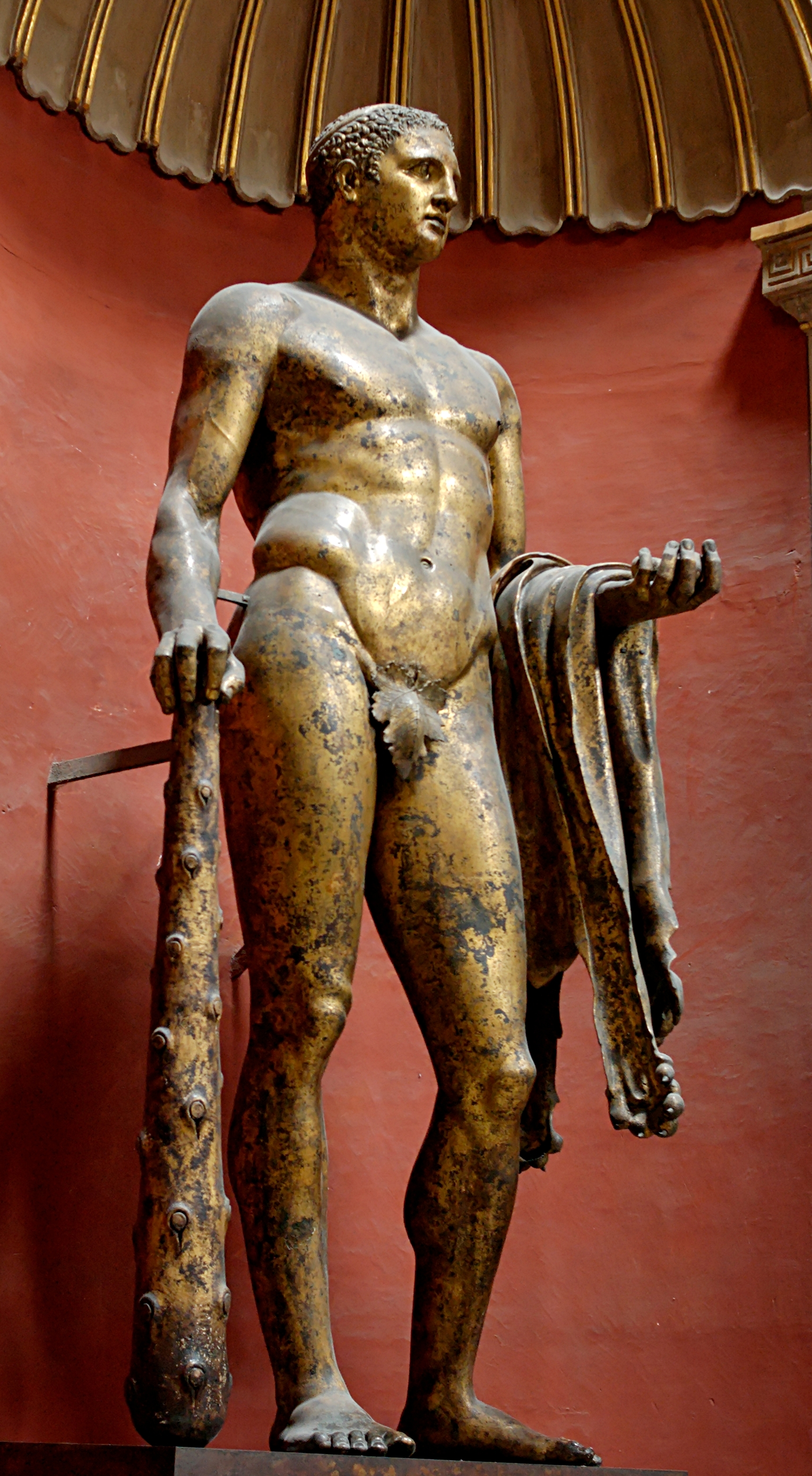
Hércules do Teatro de Pompeu,
Museus Vaticanos, Roma

Os romanos adotaram as histórias gregas sobre Héracles essencialmente inalteradas, acrescentando detalhes anedóticos próprios, alguns dos quais ligavam Hércules à geografia do Mediterrâneo ocidental.
Destacam-se dentre estes mitos os famosos doze trabalhos de Hércules:
1. matar o leão de Nemeia
2. matar a hidra de Lerna
3. capturar o javali de Erimanto
4. capturar a corça de Cerinia
5. expulsar as aves do lago Estinfalis
6. limpar as estrebarias de Augias
7. capturar o touro de Creta
8. capturar os cavalos de Diomedes
9. obter o cinturão de Hipólita, rainha das Amazonas
10. buscar os bois de Gerião
11. buscar os pomos de ouro do Jardim das Hespérides
12. capturar o cão Cérbero

Na mitologia romana, Aca Larência foi a amante de Hércules. Casada com Tarúcio, um rico mercador, e, quando este morreu, deu toda a fortuna que o marido lhe deixara para a caridade. Noutra versão do mito, era esposa de Fáustulo.
Na Eneida, Virgílio narra um mito sobre Hércules derrotando o monstruoso Caco, que vivia numa caverna sob o Palatino (uma das sete colinas de Roma).

## Hércules em Portugal e Espanha
Na Península Ibérica existiu um forte culto de Hércules, e o seu nome esteve ligado ao estreito de Gibraltar, que durante toda a Antiguidade era identificado pelo nome "Colunas de Hércules".
Na Monarchia Lusytana, é denominado Hércules Líbico, bem como noutros textos do século XVI, para distingui-lo do Hércules Tebano (grego), e identificá-lo a um Hórus egípcio, filho de Osíris.

### Arco em Mérida

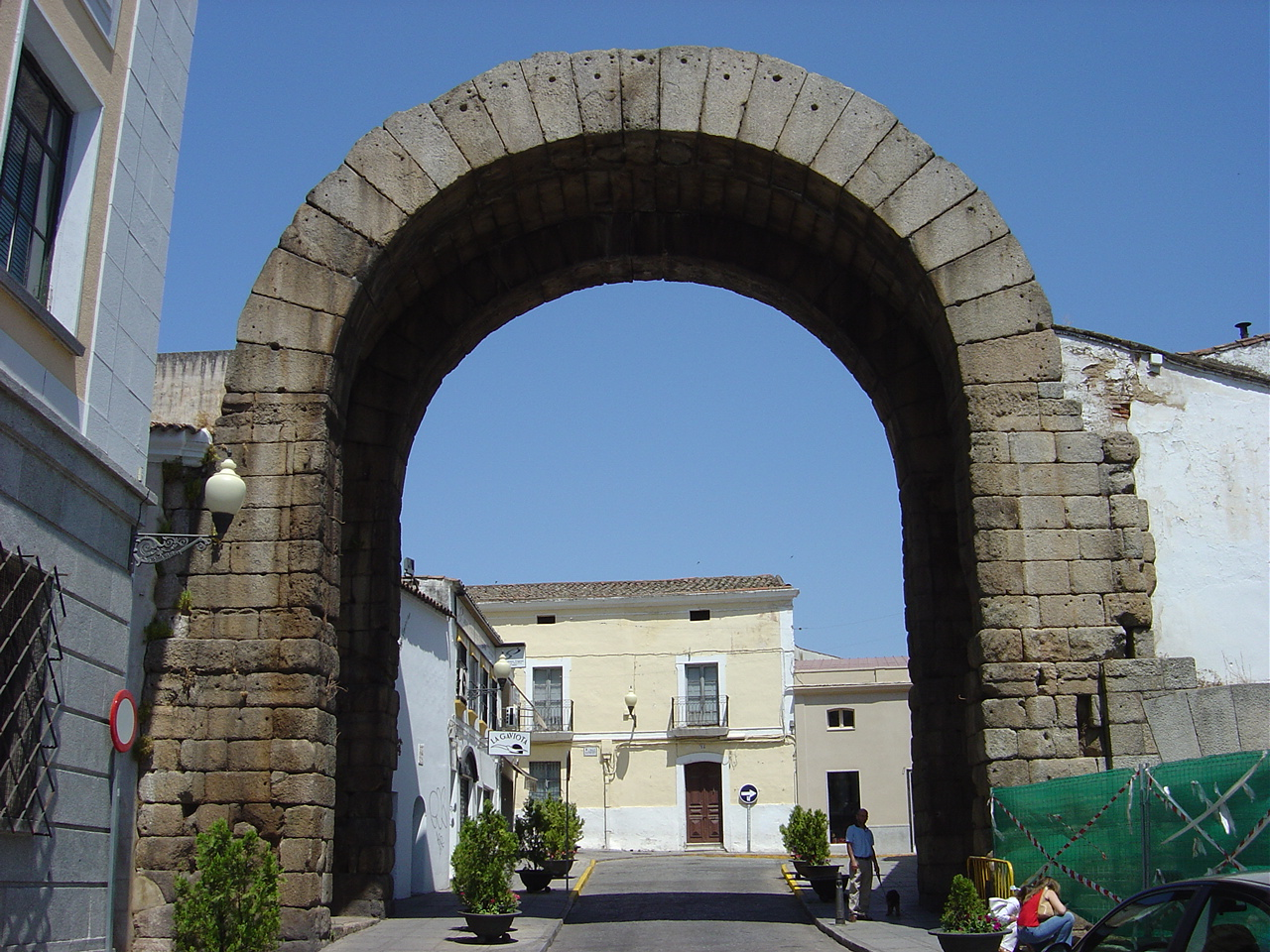
O Arco de Trajano em Mérida era antes atribuído a Hércules

A sua associação a muitos monumentos em terras portuguesas e espanholas é criticada por Gaspar Barreiros. A propósito do que é hoje conhecido como Arco de Trajano em Mérida, e que antes era associado a Hércules, escreveu:
E destas vaidades não há lugar nobre em Espanha, que não tenha suas relíquias, ou em torres, ou em pontes, ou em quaisquer outros edifícios, como ora nestes de Merida, que a gente ignorante usurpa como por mostra & argumento de sua nobreza e antiguidade. Digo tudo isto porque nos mais dos lugares nobres de Hespanha me aconteceu achar sempre sempre qualquer coisa desta qualidade que o povo afirma com muita contumancia ser de Hércules, tão grande fortuna foi deste homem, que com uns poucos trabalhos & os mais deles fabulosos, roubou a fama de tantos alheios.

### Torres de Hércules

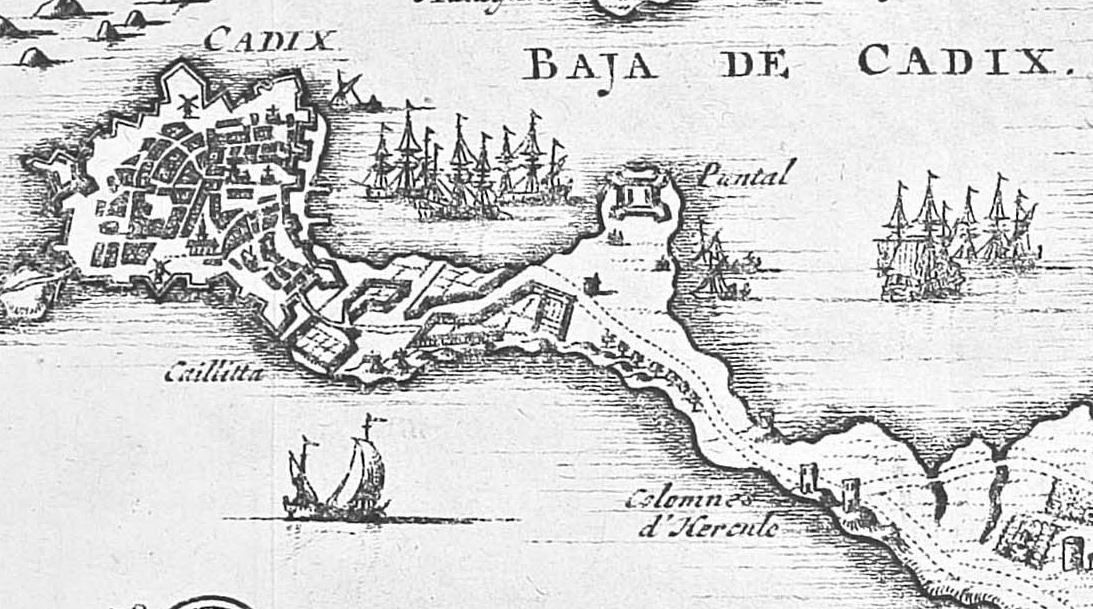
Cádis e arredores (atribuído a Don Juan Álvarez de Colmenar, 1715), onde se veem ainda as Torres de Hércules, aí chamadas Colunas de Hércules

Ainda hoje resiste uma identificação à Torre de Hércules na Corunha (também associada a Trajano), mas muitas outras desapareceram. Por exemplo, Pedro de Mariz ainda falava da "Torre de Hércules" em Coimbra. A torre pentagonal de Coimbra teria a inscrição em latim:
"Quinaria turris Herculea fundata manu"
Esta torre, bem como a maior parte do Castelo de Coimbra foi depois demolida num projeto do Marquês de Pombal de aí fazer um observatório.
Em Cádis onde consta ter havido um Templo a Hércules, existiram também duas torres, por vezes associadas às Colunas de Hércules. Essa área de Cádis, onde as colunas podem ser identificadas em diversos mapas (por exemplo, num mapa de 1715 de D. Juan Alvarez de Colmenar), é agora apenas conhecida como "Torregorda".

## Associações com os germânicos
O historiador romano Tácito registra uma afinidade especial dos povos germânicos por Hércules. No terceiro capítulo de sua obra Germânia, escrita em 98 d.C., ele afirma:

Entre eles existira a memória de Hércules, celebrado, como o primeiro dos heróis, ao marcharem para as pugnas. Têm eles também da mesma forma cânticos, cujos versos, a que chamam 'barito', acendem os ânimos e, de acordo com a nota cantada, auguram a fortuna da luta vindoura; tremem ou se agitam, segundo o que cantam as tropas."

Maças de Hércules do período romano aparecem a partir do século II, espalhando-se por todo o império, incluindo a Britânia romana, a maioria feitos de ouro. Um exemplar descoberto em Köln-Nippes apresenta a inscrição "DEO HER[culi]" ("Ao Deus Hércules"), confirmando a associação com Hércules.
Do século V ao VII, durante o período das migrações, teoriza-se que o amuleto tenha se espalhado rapidamente, da área do rio Elba para toda a Europa. Estas "Clavas de Donar" eram feitas de chifres de cervos, ossos ou madeira e, mais raramente, de bronze e outros metais preciosos. Eram encontrados quase sempre em sepulturas de mulheres, aparentemente vestidas penduradas no cinto, ou como um brinco. Este tipo de amuleto foi substituído durante a era viquingue pelo Martelo de Thor (Mjölnir), no decorrer da cristianização da Escandinávia ocorrida entre os séculos VIII ao IX.

## Arte
As imagens romanas de Hércules baseavam-se nas imagens gregas helenísticas, e são muito diferentes das imagens do deus que aparecem nas pinturas em vasos da Ática. Pelo menos um dos aspectos do Héracles grego não foi adotado pela cultura romana: a sua relação ambígua com a sua patrona/antagonista, Hera.

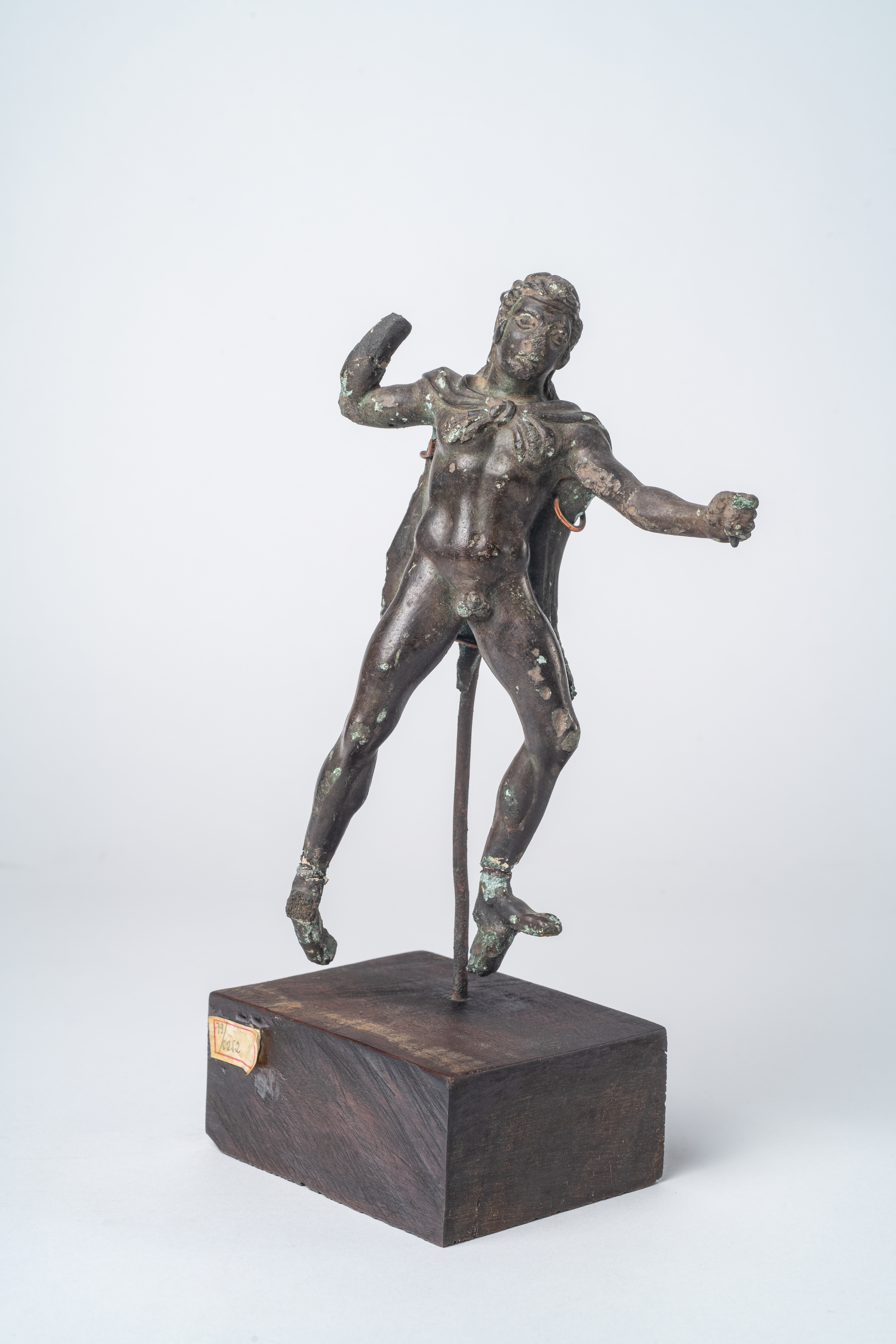
Hércules com pele de leão, séc I a.C., Casa Museu Eva Klabin
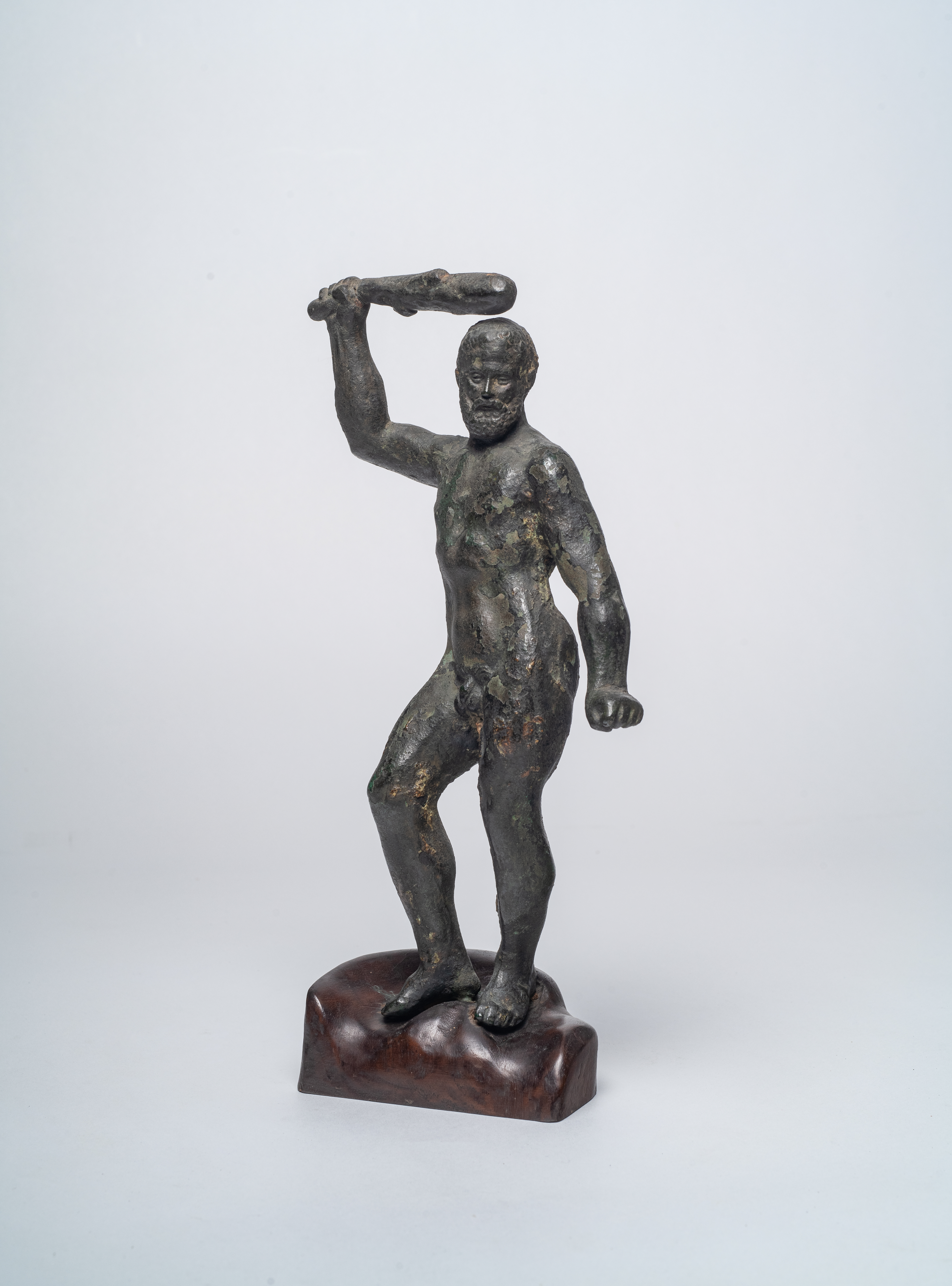
Hércules, séc. XIX, Casa Museu Eva Klabin
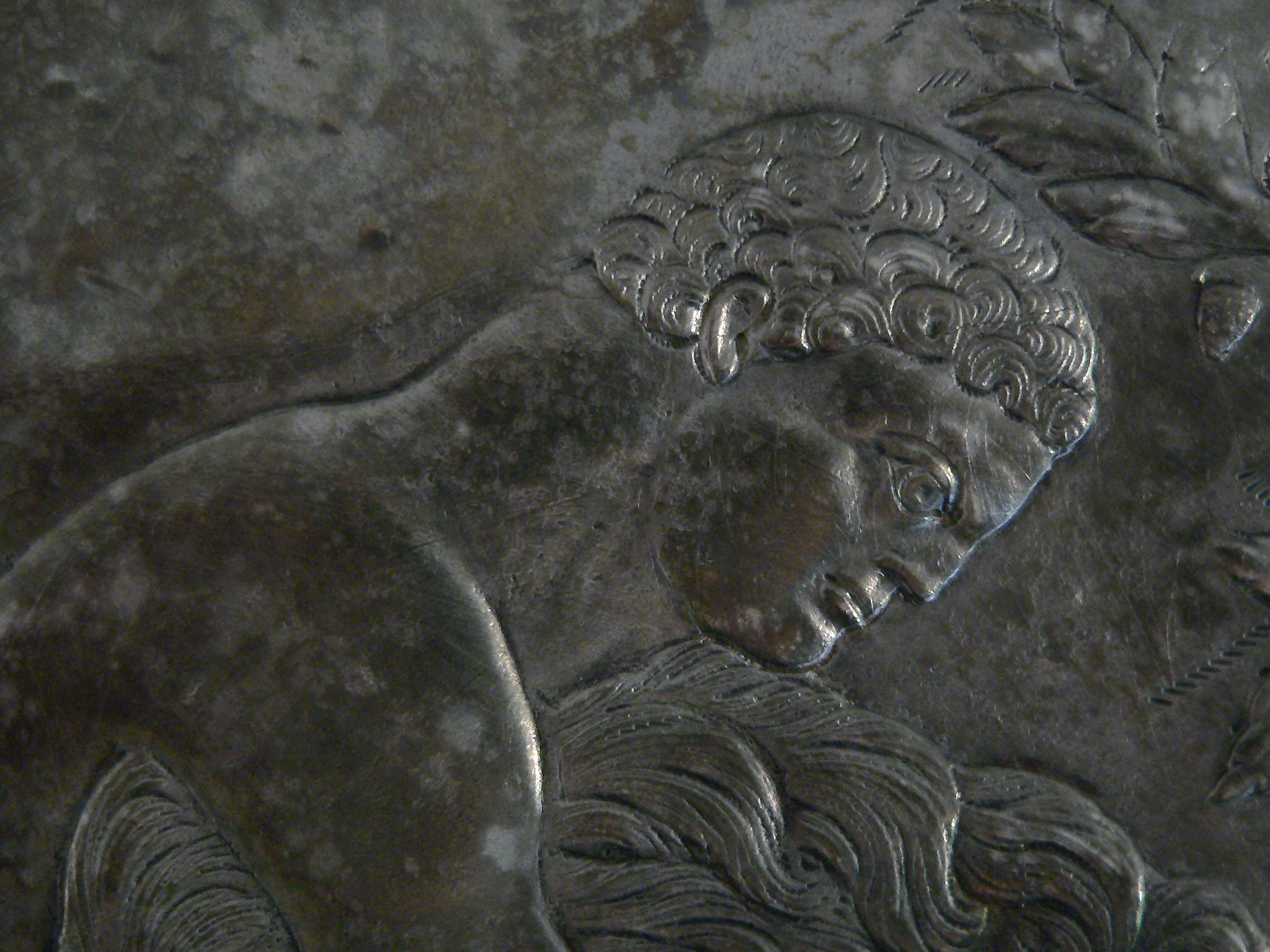
Hércules e o Leão de Némea (detalhe) Prato do século VI a.C., em prata, no Cabinet des Médailles, Paris
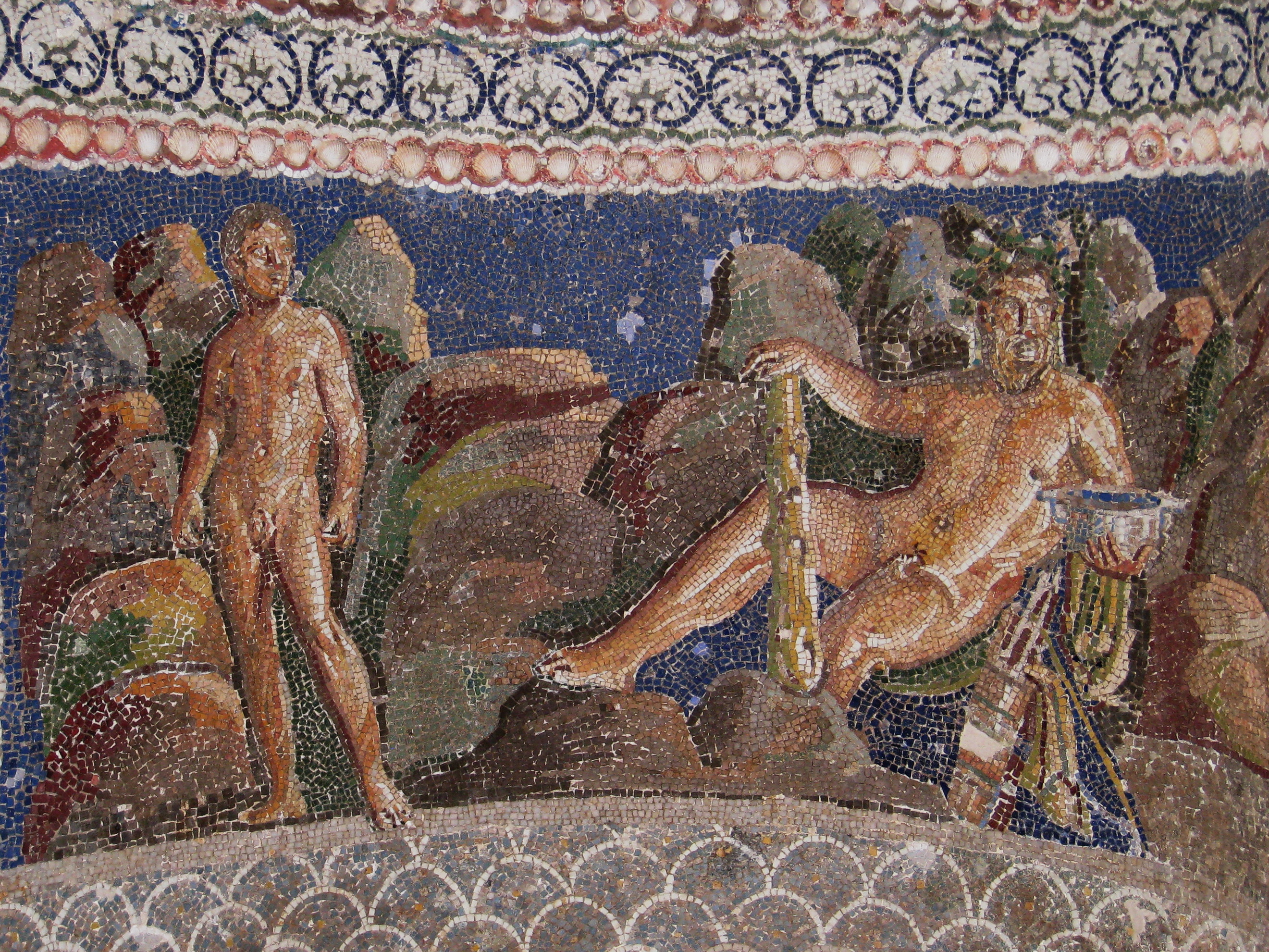
Hércules e seu sobrinho, ajudante e eromenos, Iolau. Mosaico do século I, do ninfeu de Âncio, Roma
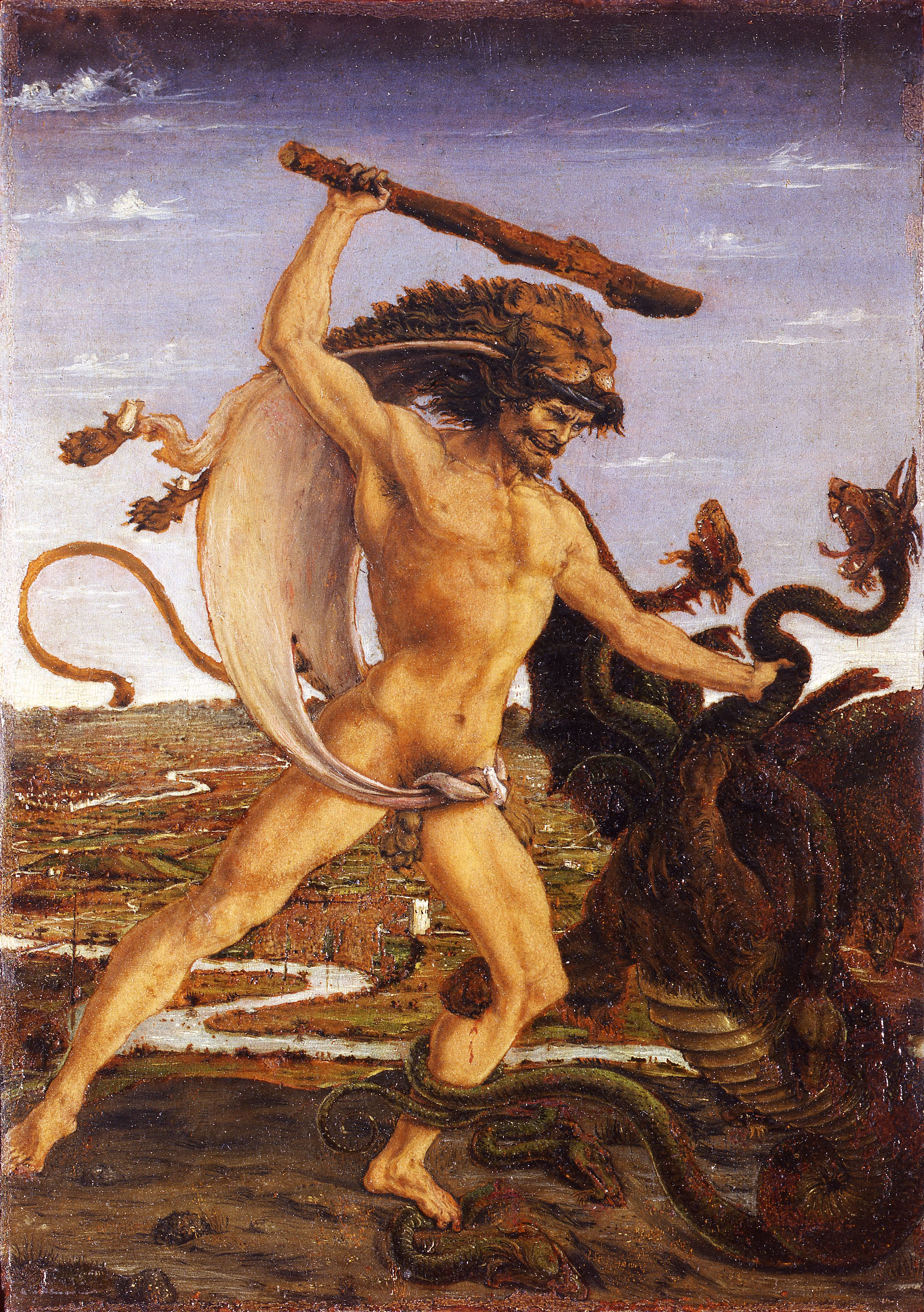
Hércules e a Hidra Antonio Pollaiuolo

## Cultura popular

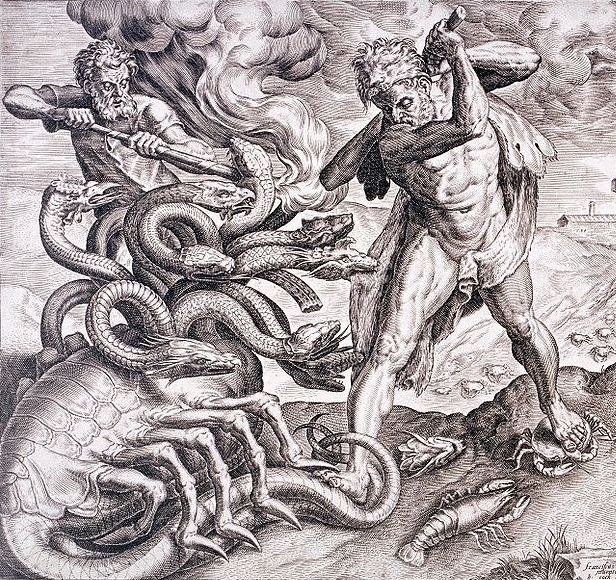
Hércules e a Hidra

Desde o Renascimento, poucas vezes fez-se a distinção entre Hércules e Héracles. A figura romana acabou assumindo o lugar da grega. Interpretações posteriores da lenda de Hércules o retrataram como um homem justo, naturalmente altruísta e defensor de fracos e oprimidos (muitas das adaptações para o cinema e televisão o retratam assim, por exemplo). Entretanto, é válido ressaltar que enquanto mito grego,  Hércules era muito mais retratado como um meio termo entre um deus e um homem, essencialmente bruto, insociável, bêbado e mulherengo, quase irracional. Hércules é retratado  em diversas peças teatrais e poemas durante o período clássico, Eurípedes narra seus feitos na peça Os Heráclidas, os romanos deleitavam-se em sua história, chamavam-lhe Hércules, diferente dos gregos que o chamavam de Héracles. Sêneca  escreveu duas peças sobre Hércules, Shakespeare cita-o em mais de 30 peças. Ele também aparece na história da morte de Alceste e na história do Velocino de Ouro.
Despistando isso, sua lenda perdurou, embora frequentemente utilizada para se adequar à moda política do período. O personagem também teve uma influência inegável em diversos personagens da cultura popular moderna, além de ter sido adaptado diversas vezes para televisão, filmes e quadrinhos.

## Em outras mídias
- Hércules, animação produzido pela Disney em 1997.
- Em 2010, no jogo God of War 3, Hércules aparece como um dos chefes que Kratos enfrenta no jogo.
- Hércules, filme de 2014 estrelado por The Rock

## Numismática
Hércules foi o motivo de diversas moedas e medalhas comemorativas, a mais recente delas sendo a célebre moeda austríaca de prata barroca, de 20 euros, lançada em 11 de setembro de 2002; um dos seus lados mostra a Grande Escadaria do palácio do príncipe Eugénio de Saboia, em Viena (atual sede do Ministério das Finanças da Áustria), com diversos deuses e semideuses em seus degraus, entre eles Hércules.